# Arroyo La Pedrera
Der Arroyo La Pedrera ist ein im Süden Uruguays gelegener Fluss.
Der linksseitige Nebenfluss des Arroyo Pando befindet sich auf dem Gebiet des Departamentos Canelones. Er entspringt südlich von San Jacinto nahe der Ruta 11. Von dort fließt er in Nordost-Südwest-Richtung. Kurz nachdem der Arroyo Pando zuvor die Ruta 7 unterquert hat, mündet der Arroyo La Pedrera nordöstlich von Cruz de los Caminos in diesen.